# Moletemane
Moletemane est une ville du Botswana.